# قلعه ناگویا
قلعه ناگویا (به ژاپنی: 名古屋城 Nagoya-jō) یک قلعه ژاپنی واقع در ناگویا، در مرکز ژاپن است.
این قلعه در سده ۱۷ میلادی به دستور شوگون توکوگاوا ایه‌یاسو گسترش یافت و به عنوان یک دژ نظامی و مسکونی برای خانواده‌های سامورایی‌ها  مورد استفاده قرار می‌گرفت و در کنترل خاندان اواری توکوگاوا قرار داشت.
قلعه ناگویا در سال ۲۰۲۲ میلادی به عنوان یک میراث جهانی یونسکو ثبت شد.